# Dietrich von Ploetz
Dietrich Bernd Joachim von Ploetz (* 23. Juni 1909 in Rudczanny; † 27. Juni 1944 bei Babrujsk (vermisst)) war ein deutscher Jurist und Kommunalpolitiker.

## Leben

### Herkunft und Ausbildung
Er kam 1909 als Sohn des Oberförsters Hermann von Ploetz (1875–1961) und dessen Ehefrau Anna Freiin von Puttkamer (1875–1941) in der Ortschaft Rudczanny (Kreis Sensburg) in der preußischen Provinz Ostpreußen zur Welt, wo der Vater im dortigen Forstamt arbeitete. Dieser stammte von einem Gut im niederlausitzischen Döllingen (damals Landkreis Liebenwerda in der preußischen Provinz Sachsen) und seine Mutter aus Deutsch Buckow (Landkreis Stolp, Provinz Pommern) und Dietrich wuchs mit vier Geschwistern auf – ein Bruder war der spätere FDP-Politiker und hessische Landtagsabgeordnete Hans von Ploetz. Den Versetzungen des Vaters folgend zog die Familie 1912 nach Jellowa (Landkreis Oppeln) und 1913 nach Arolsen im Fürstenturm Waldeck-Pyrmont, wo der Vater als Oberforstmeister in den waldeckischen Staatsdienst berufen worden war.
Dietrich absolvierte seine Schulausbildung in Arolsen und legte am 6. März 1928 am dortigen städtischen Realgymnasium die Reifeprüfung ab. Anschließend studierte er in Tübingen, Breslau, München und Berlin (jeweils ein Semester) sowie in Göttingen (drei Semester) Rechts- und Staatswissenschaften. Nachdem er am 3. Juni 1931 vor dem Oberlandesgericht Celle die erste juristische Prüfung bestanden hatte, ernannte man ihn unmittelbar darauf am 16. Juli im Bezirk des Oberlandesgerichts Kassel zum Rechtsreferendar und überwies ihn zeitgleich dem Amtsgericht Arolsen zur Ausbildung. Schließlich wurde er am 7. Dezember gleichen Jahres vor der juristischen Fakultät der Georg-August-Universität Göttingenen mit dem Rigorosum über die Dissertation Der Anschluss Waldecks an Preussen promoviert.

### Berufliche Karriere
Als Nachfolger Fritz-Dietlof von der Schulenburgs arbeitete er ab 1934 als persönlicher Referent des ostpreußischen Oberpräsidenten Erich Koch in Königsberg und stieg in der dortigen Verwaltung zum Oberregierungsrat auf. Im August 1939 traf er – auf Bitte Hans-Heinrich Herwarth von Bittenfelds – „alle notwendigen Vorkehrungen“ für eine Übernachtung des Reichsaußenministers Joachim von Ribbentrop in der Stadt während dessen Reise nach Moskau zur Unterzeichnung des deutsch-sowjetischen Nichtangriffspaktes.
Zwischen 1939 und 1943 amtierte von Ploetz dann als Landrat des ostpreußischen Kreises Lyck. Nach der Besetzung des Bezirks Bialystok durch die Wehrmacht war er zeitlich überschneidend zwischen Oktober 1941 und März 1943 auch Kreiskommissar und Landrat im Kreis Grodno.
Gegen Ende des Zweiten Weltkrieges wurde er als Oberleutnant der Reserve für den Dienst an der Ostfront ins Wehrmachts-Heer einberufen und fiel im Juni 1944 – wenige Tage nach seinem 35. Geburtstag – nahe der Stadt Babrujsk im heutigen Belarus. Seine Leiche wurde nie gefunden.